# نهائي كأس الكؤوس الإفريقية 2000
نهائي كأس الكؤوس الإفريقية 2000 هي المباراة النهائية من هذه البطولة التي جمعت بين الزمالك وكانون ياوندي وفاز بها نادي الزمالك، ليكسب الحق في التأهل لكأس السوبر الأفريقي 2001 وكأس العالم للأندية 2001.

## الفرق
| الفريق       | المنطقة      | حضور سابق في المباراة النهائية (الخط الغليظ يشير إلى بطل تلك النسخة) |
| ------------ | ------------ | -------------------------------------------------------------------- |
| الزمالك      | شمال أفريقيا | 0                                                                    |
| كانون ياوندي | وسط أفريقيا  | 3 (1977، 1979، 1984)                                                 |

## الطريق إلى النهائي
| الفريق        | الدور       | النتيجة         | الذهاب | الإياب |
| ------------- | ----------- | --------------- | ------ | ------ |
| يانج أفريكا   | 32          | 5–1             | 1–1    | 4–0    |
| البن          | 16          | 3–3 (4–2) (ض.ج) | 2–1    | 1–2    |
| أسيك نديامبور | ربع النهائي | 3–2             | 3–1    | 1–0    |
| سانت لويزيان  | نصف النهائي | 2–0             | 2–0    | 0–0    |

| الفريق          | الدور       | النتيجة | الذهاب | الإياب |
| --------------- | ----------- | ------- | ------ | ------ |
| النجوم الساحلية | 32          | 4–0     | 1–0    | 3–0    |
| زامشور          | 16          | 5–1     | 4–1    | 1–0    |
| إيتوال دي كونجو | ربع النهائي | 3–2     | 3–1    | 1–0    |
| الإتحاد         | نصف النهائي | 2–1     | 1–1    | 1–0    |

## النهائي

### الذهاب
| الزمالك                                                                                       | 4–1 | كانون ياوندي |
| --------------------------------------------------------------------------------------------- | --- | ------------ |
| حسام عبد المنعم 26' · طارق السعيد 31' (ض.ج) · عبد الحميد بسيوني 51' · عبد اللطيف الدوماني 79' |     | ميبينجا 9'   |

### الإياب
| كانون ياوندي            | 2–0 | الزمالك |
| ----------------------- | --- | ------- |
| تشاميني 72' · باتنج 90' |     |         |